# Teleostomi
Teleostomi je velká skupina obratlovců, která zahrnuje ryby a čtyřnožce. Je charakteristická přítomností kosti, mezi další společné znaky patří např. vychlípenina endodermu vyplněná vzduchem – plynové měchýře a plíce.
Na bázi stojí vyhynulí trnoploutví (Acanthodii), zbytek skupiny se nazývá Euteleostomi (nebo Osteognathostomata, v jistém smyslu i Osteichthyes, česky čelistnatci s kostní tkání).